# Žak Žirovnik
Žak Žirovnik (18 dicembre 1999) è un ex sciatore alpino sloveno.

## Biografia
Specialista delle prove tecniche attivo dal novembre del 2015, in Coppa Europa Žak Žirovnik ha disputato due gare, gli slalom giganti di Sankt Moritz del 26 e 27 febbraio 2018, senza completare entrambe le prove; ai Campionati sloveni 2020 ha vinto la medaglia d'argento nello slalom speciale. Si è ritirato durante la stagione 2021-2022 e la sua ultima gara è stata uno slalom speciale FIS disputato 17 febbraio a Maribor; non ha debuttato in Coppa del Mondo e non ha preso parte a rassegne olimpiche o iridate.

## Palmarès

### Campionati sloveni
- 1 medaglia:
  - 1 argento (slalom speciale nel 2020)